# گلسنگ فنجانی
گلسنگ فنجانی (نام علمی: Cladonia) نام یک سرده از راسته لبه‌دارسانان است.